# Койвунен, Аймо
Аймо Аллан Койвунен (фин. Aimo Allan Koivunen; 17 октября 1917, Аластаро — 12 августа 1989, Йювяскюля) — капрал сухопутных войск Финляндии, участник советско-финских войн 1939—1940 и 1941—1944 годов. Стал известен как первый в истории военнослужащий, с которым произошёл случай передозировки метамфетамином: он блуждал две недели, находясь под воздействием метамфетамина, и при этом остался в живых.

## Ранние годы
Родился 17 октября 1917 года в Аластаро. В составе финских войск участвовал в «зимней войне» 1939—1940 годов в составе 13-го пехотного полка. Во время «войны-продолжения», служил сначала в 35-м пехотном полку, позже в звании капрала записался в разведывательно-диверсионные лыжные части, также известные как отряд «Паатсало». Ему поручили хранить дозу первитина для всей группы, который поставлялся из Германии в Финляндию как лекарство и использовался финскими воинскими частями не только как лекарство, но и как психостимулятор (хотя сами немцы уже сократили к тому моменту объём производства). Во время перехода в направлении Кандалакши ослабший Койвунен случайно принял несколько таблеток, которые слиплись в упаковке, за что у него отобрали магазин с патронами, посчитав его опасным для окружающих.

## Первитиновый инцидент
16 марта 1944 года 53-я и 54-я разведывательно-диверсионные группы 4-го отдельного батальона лыжных войск (4-го отряда военных лыжников) под командованием капитана Илмари Хонканена отправились за линию фронта для проверки сведений воздушной разведки о строительстве советского аэродрома к северу от стратегической дороги в Кандалакшском районе. Койвунен хранил при себе 30 капсул первитина для всего своего отряда. 18 марта патруль Койвунена (4-я рота), вышедший с временной базы, наткнулся на советские части и был атакован из засады, после чего финны начали отступать. Из девяти человек отряда Койвунена вернулись в расположение финских войск семеро: сержанты Юрьё Хелппи и Эркки Каллио с капралом Олави Валингас прибыли на базу Люипосюнтюмя, капрал Мартти Юуярви и старшие сержанты Яакко Контиола и Лаури Сийлин — в деревню Куоску (община Савукоски), командир патруля лейтенант Хейкки Норри — на базу Хонканен (прибыл 20 марта). Восьмой, капрал Эйно Хиетала, попал в советский плен и 10 лет пробыл в лагерях и тюрьмах в Ярославле, Череповце и Норильске, вернувшись на родину 9 февраля 1954 года. Девятый боец, капрал Аймо Койвунен, сбежал с поля боя, не понимая, куда он движется.
Уставший после долгого перехода, в какой-то момент капрал Койвунен достал пачку первитина для всей группы — 30 таблеток. По инструкции разведывательного управления финского генерального штаба, в сутки запрещалось принимать более шести таблеток вне зависимости от того, насколько экстремальной и опасной является ситуация. Однако в темноте Койвунен то ли по ошибке, то ли от волнения съел все 30 таблеток — количество, в пять раз превышавшее максимально допустимую дозу. Ощутив прилив сил, Койвунен налёг на лыжи и ушёл от советских солдат, однако затем ему стали являться галлюцинации, и в лапландском лесу Койвунен потерял сознание. Он очнулся следующим утром, потеряв из виду патруль и лишившись почти всего продовольственного запаса, но сохранив каким-то чудом оружие — от места стычки было около 100 км.

## Поиски своих
Перепугавшийся Койвунен пытался отыскать сослуживцев, однако не мог их найти. От передозировки ему являлись галлюцинации в виде советских войск: по некоторым данным, один из таких случаев оказался не галлюцинацией, когда Койвунен действительно чуть не нарвался на советский патруль. Лыжника сопровождали панические атаки, и он не мог отличить реальность от галлюцинаций. Следующие почти две недели он ночевал под снегом, питался сосновыми почками и разогревал воду. По его воспоминаниям, ему в галлюцинациях являлись старые друзья, которые с ним разговаривали. В какой-то момент Койвунен обнаружил полуразвалившуюся землянку, которая принадлежала немцам, однако, пытаясь туда пробраться, наступил ногой на противопехотную мину, получив опаснейшие открытые ранения. Когда он открыл всё-таки дверь, прогремел второй взрыв: мина мощностью 13,4 кг тротила взорвалась и обрушила всю землянку. Аймо отлетел метров на 20—30, упав в сугроб. Он оторвал кусок ткани от рубашки, чтобы перевязать раненую ногу. Ночевать Койвунен вынужден был на голой доске, накрывшись остатками вещмешка. Около недели он пролежал в снежной яме, питаясь сырым мясом кукши и предчувствуя смерть от обморожения или голода: первитин выкачивал ресурсы, однако каким-то образом не давал Койвунену замёрзнуть насмерть.
Аймо блуждал по лесам около двух недель, пройдя в общей сложности 400 км. От голодной смерти спасла его случайность, когда рядом пролетел немецкий самолёт, обнаруживший сгоревшую землянку: находившийся недалеко Аймо начал махать шапкой, надетой на лыжную палку, и тем самым дал знак немцам. Те отправили сапёров, чтобы разминировать территорию, а уже затем забрали раненого Койвунена и отвезли в госпиталь в общине Салла 1 апреля 1944 года. Врачи отметили, что его сердцебиение составляло почти 200 ударов в минуту, а масса тела не превышала 43 кг. С учётом того, что в общине Салла температура доходила до 20—30 градусов мороза, воздействие первитина врачам показалось феноменальным.
После войны Койвунен был признан инвалидом (он лишился пальцев на ноге и получил обморожение), а употребление первитина было запрещено в стране. Пережив окончание войны и политические перестановки в стране, Аймо в начале 1980-х годов переехал в город Йювяскюля в Центральной Финляндии, где и жил в дальнейшем. Свою историю он поведал общественности в рассказе «Первитинный патруль» (фин. Pervitiini-partio), который вышел в одном из выпусков журнала «Kansa taisteli» (с фин. — «Как сражался народ») в 1978 году и занял второе место в конкурсе рассказов.
Скончался 12 августа 1989 года в Йювяскюля. Оставил жену Эльсу и сына Мику (род. 1966).